# 张广厚
张广厚（1937年1月22日—1987年1月26日），河北唐山人，中国数学家。

## 生平
张广厚早年家贫，7岁即入煤矿当工人。1948年考入中学，当时其数学成绩不好，遂发奋钻研数学，1958年考入北京大学数学力学系。同年与杨乐一同考入中国科学院数学研究所熊庆来教授门下，研究复变函数论。
1964年，张、杨二人开始研究全纯与亚纯函数族，但是他们的工作被文化大革命打断，张广厚被下放到天津小站劳动。直到1970年之后，方才回到中科院。
1977年2月25日，张、杨获得了重大突破，证明了张杨定理，第一次说明了亏值和波莱尔方向之间的有机联系，推动了函数理论的发展。
张广厚因劳累过度，于1987年1月26日因乙型肝炎引发肝硬化去世。